# Szunda-szoros
A Szunda-szoros (indonézül Selat Sunda) az indonéziai Jáva és Szumátra szigetek közti szoros, amely a Jáva-tengert a nyugatabbra fekvő Indiai-óceánnal köti össze.
Neve a „Nyugat-Jáva” jelentésű indonéz Pasundan szóból ered.
A szoros nagyjából északkelet-délnyugati irányú. Legkisebb szélessége 24 kilométer, északkeleti végénél, a szumátrai Tua-fok és a jávai Pujat-fok között.

## A hajózásban
Nyugati része nagyon mély, de kelet felé keskenyedve sokkal sekélyebbé válik, keleti végénél néhol nem mélyebb, mint 20 méter. Emiatt nagyon nehéz itt hajózni, a navigálást homokpadok, nagyon erős dagályáramlatok és emberalkotta akadályok, mint olajfúrótornyok nehezítik.
Ennek ellenére évszázadok óta fontos hajózási útvonal. Különösen nagy volt jelentősége abban az időszakban, amikor a Holland Kelet-indiai Társaság a Fűszer-szigetek és az Indonézia közti kereskedelmi forgalomban használta.
Keskenysége, sekélysége és viszonylagos feltérképezetlensége miatt sok nagy modern hajó számára alkalmatlan és ezért ezek inkább a Malaka-szorost használják.

## Szigetei
A szorost sok kis sziget tagolja, köztük Sangiang, Sebesi, Sebuku, Panaitan, illetve a legnevezetesebbek, a Krakatau-szigetek: Lang (Panjang vagy Rakata Kecil), Verlaten (Sertung), Krakatau és Anak Krakatau.
A szoros szigeteit, illetve Jáva és Szumátra környező területeit 1883-ban elpusztította a Krakatau vulkán kitörése és az azt követő cunami. A kitörés drasztikusan megváltoztatta a szoros topográfiáját, 18-21 köbkilométernyi ignimbritet terítve szét a vulkán körüli 1,1 millió km² területen. Egyes területek sohasem népesültek be újra (mint az Ujung Kulon Nemzeti Parkhoz került jávai tengerparti régió), a part azonban általában nagyon sűrűn lakott.

## A történelemben
A Krakatau emlékezetes kitörésén kívül a történelemkönyvek a második világháborús Jáva-tengeri csata egyik hadszíntereként is megemlékeznek a szorosról. A szunda-szorosi csata során 1942. március 1-jén a szövetséges HMAS Perth és a USS Houston cirkálók Bantam közelében a Kenzaburo Hara ellentengernagy vezette japán partraszálló erők repülőgép-anyahajóival, tíz cirkálójával és tíz rombolójával kerültek szembe. A két szövetséges cirkálót elsüllyesztették, de a japánok tüzétől egyik saját aknaszedő hajójuk és egy szállítóhajójuk is elsüllyedt.

## A Szunda-híd
Az 1960-as években felmerült, hogy a Szunda-szoros felett hidat kellene építeni, és az 1990-es években ez a gondolat újra erőre kapott. 2007 októberében már konkrét formában, határidőket is megjelölve bukkant fel. A híd 70 méterrel a tenger szintje felett haladna, hogy ne akadályozza a hajókat, és érintené Ular, Sangian és Prajurit szigeteket. Építésének megkezdését egy dél-koreai cég bevonásával 2014-re, befejezését 2025-re tervezték.